# María Alejandra (petroliera)
La María Alejandra è stata una superpetroliera di tipo Very Large Crude Carrier (VLCC) battente bandiera spagnola, costruita nel 1975 a Cadice (Spagna).
Naufragò improvvisamente in alto mare a circa 130–150 km dalla costa a ovest di Nouadhibou (Mauritania), l'11 marzo 1980 dopo diverse esplosioni interne, presumibilmente legate a malfunzionamenti nel sistema del gas inerte. Delle 43 persone a bordo, 36 morirono.
È stata la penultima nave costruita da Astilleros de Cádiz (Cadice), uno dei principali cantieri navali della Spagna. Prima del suo completamento, il cliente originario, la società italiana d'Amico Società di Navigazione, annullò il contratto. Infine, nel 1977 fu consegnata alla Mar Oil, membro del gruppo Wilson Walton, per portare il petrolio da Ra's Tannūrah, nel Golfo Persico, alle raffinerie di Algeciras nel sud della Spagna. Durante il viaggio di ritorno da Algeciras a Ra's Tannūrah (durante il quale è avvenuto il suo incidente fatale) la nave procedeva senza carico di merci, "in zavorra".

## Caratteristiche
La María Alejandra era una petroliera di 328,51 metri con una capacità di 283 813 m³ di petrolio greggio in diciannove serbatoi. La sua larghezza era di 51,06 metri e a pieno carico aveva un pescaggio di 23,3 metri. La sua stazza lorda era di 122 599 tonnellate. L'equipaggio della María Alejandra era composto da 36 persone, di cui 29 morte nel naufragio. La nave era alimentata da un motore Diesel B&W da 32 560 CV, che dava propulsione a un'elica.

## Storia
La María Alejandra fu impostata il 24 marzo 1975 presso il cantiere navale Astilleros Españoles di Cadice (Spagna). Fu varata 7 mesi dopo, il 6 ottobre 1975, per poi essere completata il 26 aprile 1976. Entrò in servizio nel 1977, registrata sotto bandiera di comodo spagnola con Cadice come porto di registrazione.
La María Alejandra fu l'ultima superpetroliera ad essere costruita nel cantiere navale Astilleros Españoles di Cadice. Il cantiere aveva costruito una serie di navi cisterna per varie compagnie di navigazione a partire dalla metà degli anni '60.
La nave venne successivamente noleggiata dalla compagnia spagnola Compañía Española de Petróleos (CEPSA), che la utilizzò per trasportare petrolio greggio dal Golfo Persico alle raffinerie di petrolio di Algeciras e Santa Cruz de Tenerife.

### Naufragio
Il 4 marzo 1980, la María Alejandra arrivò nella baia di Algeciras, dove scaricò il petrolio che aveva portato dal Golfo Persico nella raffineria CEPSA. Durante lo scaricamento l'equipaggio riscontrò diversi problemi con l'impianto a gas inerte, che impedisce le esplosioni nelle stive. Lo scarico terminò il 6 marzo e successivamente iniziarono i preparativi per la tappa successiva di ritorno a Ra's Tannūrah. Nelle prime ore dell'8 marzo lasciò nuovamente il porto, tuttavia i problemi con l'impianto a gas inerte non erano ancora del tutto risolti e l'equipaggio vi stava lavorando anche durante la navigazione.
Dopo una sosta a Las Palmas de Gran Canaria nelle Isole Canarie, si diresse verso sud lungo la costa dell'Africa occidentale diretta al capo di Buona Speranza e all'Oceano Indiano. Verso le 13:30 ora spagnola dell'11 marzo, la nave si trovava a circa 900 km a sud delle Isole Canarie, al largo della costa della Mauritania, quando è stata avvertita un'esplosione a bordo, seguita improvvisamente da una seconda significativamente più forte e da altre due esplosioni, che la fecero spezzare in due. Inoltre, si verificò un incendio e un grave allagamento nella sala macchine, che fecero naufragare rapidamente la parte posteriore della nave, secondo i sopravvissuti in circa 40 secondi. La parte anteriore della nave s'inabissò solo durante la notte nell'Atlantico, a circa 1 200 metri di profondità.
Diversi componenti dell'equipaggio sopravvissuti all'incidente rimasero aggrappati ai detriti galleggianti della nave per ore prima di essere salvati da diverse navi. Di conseguenza vennero effettuate ricerche e furono trovati altri detriti della nave e sette corpi, ma non altri sopravvissuti.
A bordo della nave, al momento dell'incidente, si trovavano 36 membri dell'equipaggio e sette passeggeri. Solo sette membri dell'equipaggio sopravvissero all'incidente. Si sospettò che le cause dell'incidente furono le miscele esplosive di aria e gas nelle cisterne del carico, che provocarono le esplosioni. Poiché la nave era in viaggio senza carico di merci, in "zavorra", solo una quantità relativamente piccola di petrolio, poco meno di 4 200 t, si riversò in mare.

## Navi gemelle
La María Alejandra aveva diverse navi gemelle, che hanno avuto un analogo destino.
- Amoco Cadiz, naufragata il 16 marzo 1978 di fronte alle coste bretoni perdendo in mare 230.000 tonnellate di greggio.
- Haven, inabissata il 14 aprile 1991 nel Golfo di Genova presso Arenzano.
- Mycene, esplosa il 3 aprile 1980 di fronte alle coste della Sierra Leone.